# Ioan G. Bibicescu

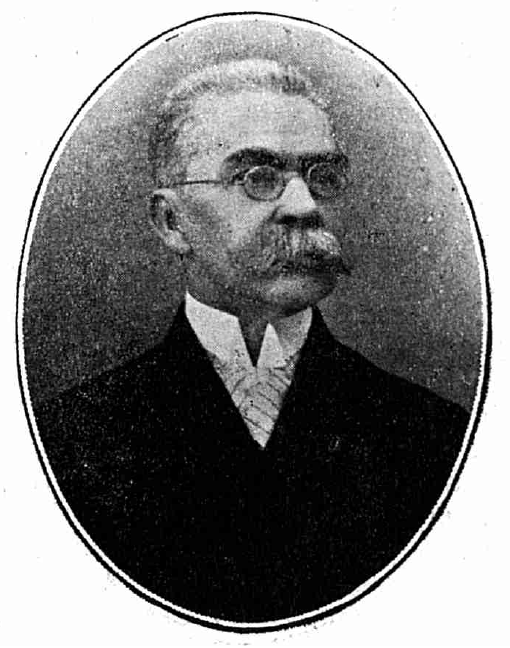
Ioan G Bibicescu - director al Băncii Naţionale, 1910

Ioan G. Bibicescu (n. 8 noiembrie 1849, Cerneți, Mehedinți - 2 mai 1924, București) a fost un publicist, om politic și economist român, guvernator al Băncii Naționale a României (1916 - 1921). A studiat la București și Paris. S-a remarcat pe scena publică românească ca publicist și polemist. Membru al Partidului Național Liberal și parlamentar.
Își începe activitatea la Banca Națională la 16 noiembrie 1895, ca director al biletelor. În 21 februarie 1914 devine viceguvernator iar din 8 decembrie 1916, guvernator. Conduce instituția timp de 5 ani, într-una dintre cele mai dificile perioade. S-a împotrivit vehement strămutării Tezaurul României în Rusia. Se retrage în 1921 din postul de guvernator, cu titlu de „guvernator onorific”. S-a stins din viață la 2 mai 1924, în București.